# Ogilvy

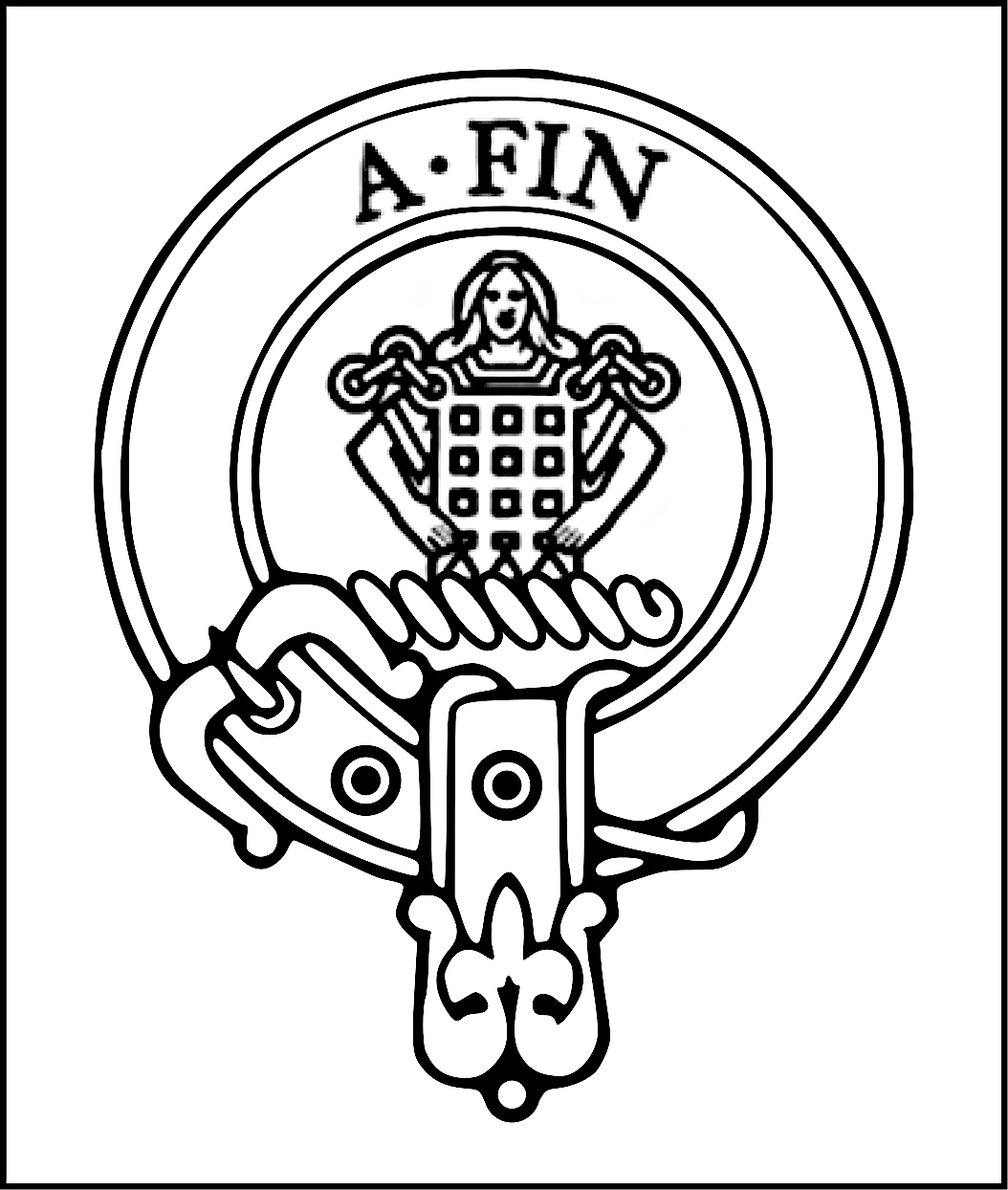
Znak skotského hraběcího rodu Ogilvy

Ogilvy (Ogilvie) byl starý skotský hraběcí rod, jehož mnoho členů od 17. století působilo v zahraničních vojenských službách.

## Někteří známí členové
- Heřman Karel Ogilvy – syn Jiřího Benedikta Ogilvyho, mj. rakouský císařský polní maršál; po jeho smrti vdova Esther Anna prodala zámek v Zahořanech a odebrala se k saskému královskému dvoru, kde se stala nejvyšší hofmistryní
- James Ogilvy lord Findlater – krajinářský architekt a filantrop, v ČR znám svoji dobročinností především v Karlových Varech
- Jan Ogilvie – katolický světec
- Jiří Benedikt Ogilvy – syn Jiřího Ogilvyho, rakouský císařský komoří a generálmajor, pak ruský polní maršálek a nakonec saský a polský polní maršálek; pro svůj rod získal mj. zámek v Zahořanech na Litoměřicku
- Jiří Ogilvy – rakouský císařský podplukovník, mj. obránce Brna před Švédy
- Karel Josef Ogilvy – rakouský císařský komoří